# ذا ميدل إيست جورنال
ذا ميدل إيست جورنال The Middle East Journal هي مجلة أكاديمية ربع سنوية محكمة، وينشرها معهد الشرق الأوسط (واشنطن العاصمة).
تأسست عام 1947  وتغطي الأبحاث المتعلقة بالشرق الأوسط الحديث، بما في ذلك التطورات السياسية والاقتصادية والاجتماعية والأحداث التاريخية في شمال أفريقيا والشرق الأوسط والقوقاز وآسيا الوسطى .

## تاريخ
تأسس معهد الشرق الأوسط عام 1946 لتعزيز دراسة المنطقة في سياق حديث ذي صلة بالسياسات. منذ البداية، كانت إحدى أولوياتها هي "تحرير ونشر مجلة موثوقة حول شؤون الشرق الأوسط".  وعليه، صدر العدد الأول من المجلة في يناير 1947.

## روابط خارجية
- الموقع الرسمي